# Stephen Root

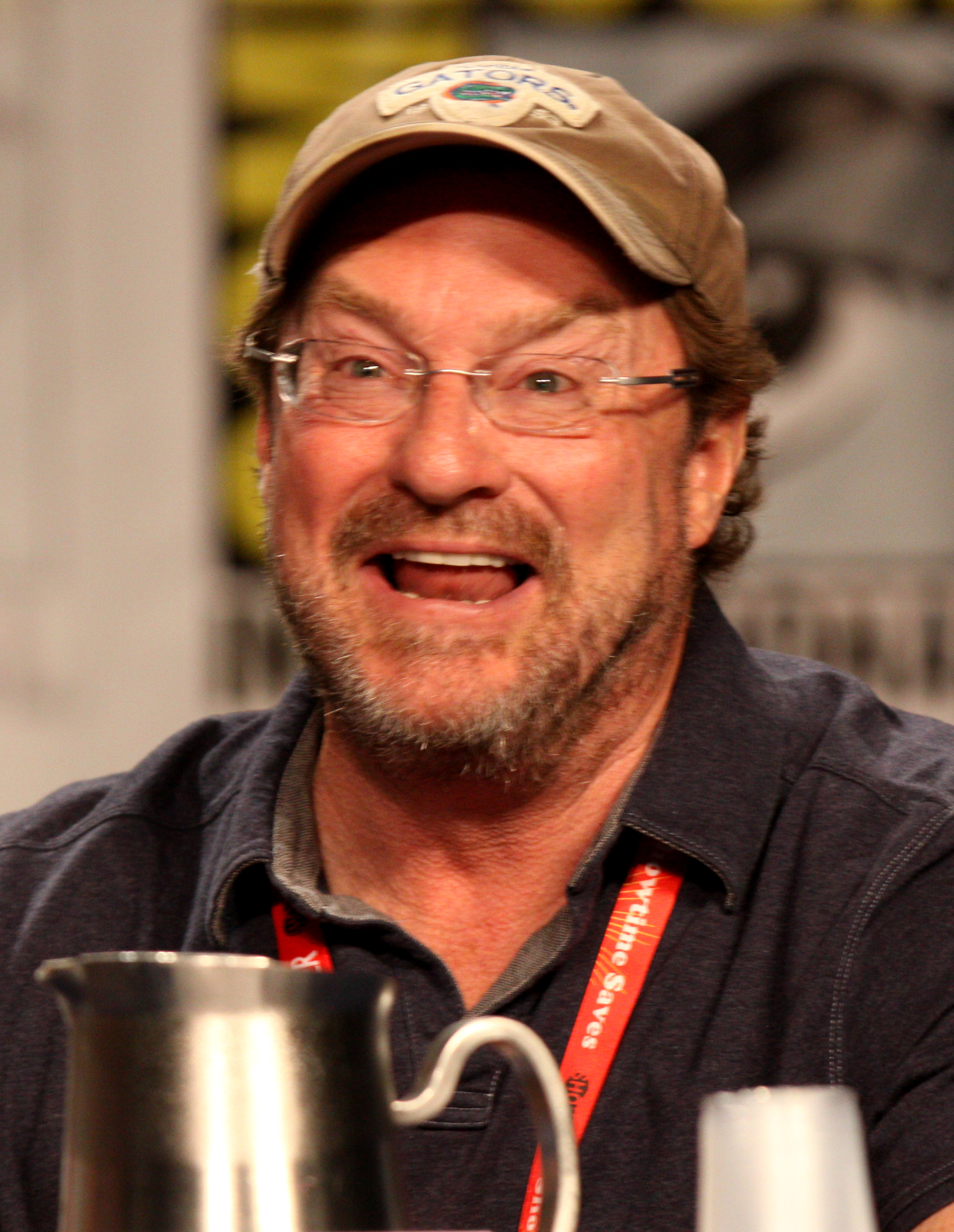
Stephen Root (2011)

Stephen Root (ur. 17 listopada 1951 w Sarasocie) – amerykański aktor, nominowany do nagrody Emmy za rolę w serialu Barry. Root grał w dziesiątkach filmów i seriali, w tym szeregu filmów braci Coen.

## Filmografia

### Filmy kinowe
| Rok  | Tytuł                                                          | Rola                        | Uwagi                        |
| ---- | -------------------------------------------------------------- | --------------------------- | ---------------------------- |
| 1988 | Krokodyl Dundee II (Crocodile Dundee II)                       | agent DEA                   |                              |
| 1988 | Małpia intryga (Monkey Shines)                                 | Dean Burbage                |                              |
| 1989 | Czarny deszcz (Black Rain)                                     | det. Berg                   |                              |
| 1990 | Stanley i Iris (Stanley & Iris)                                | pan Hershey                 |                              |
| 1990 | Uwierz w ducha (Ghost)                                         | policjant                   |                              |
| 1991 | Czarna lista Hollywood (Guilty by Suspicion)                   | strażnik                    |                              |
| 1991 | Detektyw w szpilkach (V.I. Warshawski)                         | Mickey                      |                              |
| 1991 | Nocleg ze śniadaniem (Bed & Breakfast)                         | Randolph                    |                              |
| 1992 | Buffy postrach wampirów (Buffy the Vampire Slayer)             | Gary Murray                 |                              |
| 1993 | Dave                                                           | Don Durenberger             |                              |
| 1993 | RoboCop 3                                                      | Coontz                      |                              |
| 1993 | Pogranicze prawa (Extreme Justice)                             | Max Alvarez                 |                              |
| 1995 | Strach na wróble (Night of the Scarecrow)                      | Frank                       |                              |
| 1998 | Odkrycie profesora Krippendorfa (Krippendorf's Tribe)          | Gerald Adams                |                              |
| 1999 | Życie biurowe (Office Space)                                   | Milton                      |                              |
| 1999 | Natural Selection                                              | pan Crenshaw                | inny tyt. The Monster Hunter |
| 1999 | Człowiek przyszłości (Bicentennial Man)                        | Dennis Mansky               |                              |
| 1999 | Gut Feeling                                                    | Kane Cohen                  |                              |
| 2000 | Bracie, gdzie jesteś? (O Brother, Where Art Thou?)             | pan Lund                    |                              |
| 2002 | Epoka lodowcowa (Ice Age)                                      | Frank, Start (głosy)        |                              |
| 2002 | Country Miśki (The Country Bears)                              | Zeb Zoober (głos)           |                              |
| 2003 | Gdzie jest Nemo? (Finding Nemo)                                | Bubbles (głos)              |                              |
| 2003 | Grind                                                          | Cameron                     |                              |
| 2004 | Raising Genius                                                 | Dwight Nestor               |                              |
| 2004 | Ladykillers, czyli zabójczy kwintet (The Ladykillers)          | Fernand Gudge               |                              |
| 2004 | Dziewczyna z Jersey (Jersey Girl)                              | Greenie                     |                              |
| 2004 | Zabawy z piłką (DodgeBall: A True Underdog Story)              | Gordon Pibb                 |                              |
| 2004 | Przetrwać święta (Surviving Christmas)                         | dr Freeman                  |                              |
| 2004 | Wake Up, Ron Burgundy: The Lost Movie                          | Vince Masters               |                              |
| 2005 | Zostańmy przyjaciółmi (Just Friends)                           | KC                          |                              |
| 2006 | Epoka lodowcowa 2: Odwilż (Ice Age: The Meltdown)              | Aardvark Dad (głos)         |                              |
| 2006 | Gretchen                                                       | Herb                        |                              |
| 2006 | Idiokracja (Idiocracy)                                         | The Hangman                 |                              |
| 2006 | The Frank Anderson                                             | John Simon                  |                              |
| 2007 | Cook Off!                                                      | Morty Van Rookle            |                              |
| 2007 | To nie jest kraj dla starych ludzi (No Country for Old Men)    | zleceniodawca Wellsa        |                              |
| 2007 | Have Dreams, Will Travel                                       | szeryf Brock                |                              |
| 2007 | Sunny & Share Love You                                         | Clive Anderson              |                              |
| 2008 | Skok na kasę (Mad Money)                                       | Glover                      |                              |
| 2008 | Nawiedzona narzeczona (Over Her Dead Body)                     | Rzeźbiarz                   |                              |
| 2008 | Drillbit Taylor: Ochroniarz amator (Drillbit Taylor)           | dyr. Doppler                |                              |
| 2008 | Miłosne gierki (Leatherheads)                                  | Suds                        |                              |
| 2008 | Tripping the Rift: The Movie                                   | Chode (głos)                |                              |
| 2009 | Bob Funk                                                       | Steve                       |                              |
| 2009 | Solista (The Soloist)                                          | Curt Reynolds               |                              |
| 2009 | Wyobraź sobie (Imagine That)                                   | Fred Franklin               |                              |
| 2009 | Człowiek, który gapił się na kozy (The Men Who Stare at Goats) | Gus Lacey                   |                              |
| 2010 | Son of Mourning                                                | senator Lewis               |                              |
| 2010 | Bez reguł (Unthinkable)                                        | Charlie                     |                              |
| 2010 | Spisek (The Conspirator)                                       | John M. Lloyd               |                              |
| 2010 | Na sprzedaż (Everything Must Go)                               | Elliot                      |                              |
| 2011 | Cedar Rapids                                                   | Bill Korgstad               |                              |
| 2011 | Rango                                                          | Doc, Merrimack (głosy)      |                              |
| 2011 | Czerwony stan (Red State)                                      | szeryf Wynan                |                              |
| 2011 | J. Edgar                                                       | Arthur Koehler              |                              |
| 2011 | Batman: Rok pierwszy (Batman: Year One)                        | por. Branden (głos)         |                              |
| 2012 | Na ratunek wielorybom (Big Miracle)                            | gub. Haskell                |                              |
| 2012 | Reguła milczenia (The Company You Keep)                        | Billy Cusimano              |                              |
| 2013 | Sweetwater                                                     | Kingfisher                  | inny tyt. Sweet Vengeance    |
| 2013 | Bad Milo (Bad Milo!)                                           | Roger                       |                              |
| 2013 | Jeździec znikąd (The Lone Ranger)                              | Habberman                   |                              |
| 2014 | Selma                                                          | Al Lingo                    |                              |
| 2015 | Cześć, na imię mam Doris (Hello, My Name Is Doris)             | Todd                        |                              |
| 2015 | Siedmiu chińskich braci (7 Chinese Brothers)                   | George                      |                              |
| 2015 | Trumbo                                                         | Hymie King                  |                              |
| 2016 | Gdzie jest Dory? (Finding Dory)                                | Bubbles (głos)              |                              |
| 2016 | Miles                                                          | Ron Walton                  |                              |
| 2016 | Randka na weselu (Mike and Dave Need Wedding Dates)            | Burt Stangle                |                              |
| 2016 | Looking for the Jackalope                                      | The Jackalope (głos)        |                              |
| 2016 | Spectral                                                       | dr Mindala                  |                              |
| 2017 | Uciekaj! (Get Out)                                             | Jim Hudson                  |                              |
| 2017 | Dziecko przyszłości (Infinity Baby)                            | Fenton                      |                              |
| 2017 | Trzech Chrystusów (Three Christs)                              | dr Rogers                   |                              |
| 2018 | Dusza towarzystwa (Life of the Party)                          | Mike Cook                   |                              |
| 2018 | Ballada o Busterze Scruggsie (The Ballad of Buster Scruggs)    | kasjer                      | segment Near Algodones       |
| 2018 | Ze względu na płeć (On the Basis of Sex)                       | profesor Brown              |                              |
| 2019 | Seberg                                                         | Walt Breckman               |                              |
| 2019 | Gorący temat (Bombshell)                                       | Neil Mullen                 |                              |
| 2020 | Cztery dobre dni (Four Good Days)                              | Chris                       |                              |
| 2020 | Wujek Frank (Uncle Frank)                                      | Daddy Mac                   |                              |
| 2020 | Pusty człowiek (The Empty Man)                                 | Arthur Parsons              |                              |
| 2020 | Home                                                           | Father Browning             |                              |
| 2021 | I szczęśliwie (Happily)                                        | pan Goodman                 |                              |
| 2021 | Królowe przekrętu (Queenpins)                                  | agent Flanagan              |                              |
| 2021 | Tragedia Makbeta (The Tragedy of Macbeth)                      | The Porter                  |                              |
| 2022 | To Leslie                                                      | Dutch                       |                              |
| 2022 | Beavis and Butt-Head Do the Universe                           | więzienny tatuażysta (głos) |                              |
| 2023 | Paint                                                          | Tony                        |                              |

### Seriale (bez ról gościnnych)
| Rok       | Tytuł                                                                 | Rola                                                 | Uwagi            |
| --------- | --------------------------------------------------------------------- | ---------------------------------------------------- | ---------------- |
| 1990–1994 | Prawnicy z Miasta Aniołów (L.A. Law)                                  | Brandon McCafferty                                   | 4 odc.           |
| 1991      | Złote lata (Golden Years)                                             | major Moreland                                       | 6 odc.           |
| 1993      | Blossom                                                               | Louie                                                | 4 odc.           |
| 1993–1994 | Rodzina Hartów z Dzikiego Zachodu (Harts of the West)                 | R.O                                                  | w gł. obsadzie   |
| 1995–1999 | NewsRadio                                                             | Jimmy James                                          | w gł. obsadzie   |
| 1997–2010 | Bobby kontra wapniaki (King of the Hill)                              | Bill Dauterive, Buck Strickland i inne głosy         | 259 odc.         |
| 1998      | Z Ziemi na Księżyc (From the Earth to the Moon)                       | Chris Kraft                                          | w gł. obsadzie   |
| 1999      | Big Guy and Rusty the Boy Robot                                       | dr Donovan (głos)                                    | 26 odc.          |
| 1999–2001 | Zalotnik w akcji (Ladies Man)                                         | Gene                                                 | w gł. obsadzie   |
| 2002–2004 | Uziemieni (Grounded for Life)                                         | Tony Bustamante                                      | 3 odc.           |
| 2002–2005 | Kim Kolwiek (Kim Possible)                                            | Pop-Pop Porter, Chester Yapsby, Memphis i inne głosy | 6 odc.           |
| 2004–2007 | Kosmoloty (Tripping the Rift)                                         | Chode (głos)                                         | 39 odc.          |
| 2005–2006 | Szanowni państwo X (The X’s)                                          | Homebase (głos)                                      | 9 odc.           |
| 2005–2006 | Prezydencki poker (The West Wing)                                     | Bob Mayer                                            | 9 odc.           |
| 2005–2007 | Amerykański tata (American Dad!)                                      | Dick, ojciec dentysty (głosy)                        | 7 odc.           |
| 2008      | Gdzie pachną stokrotki (Pushing Daisies)                              | Dwight Dixon                                         | 5 odc.           |
| 2008–2009 | Czysta krew (True Blood)                                              | Eddie                                                | 4 odc.           |
| 2010      | 24 godziny (24)                                                       | Bill Prady                                           | 3 odc.           |
| 2010–2014 | Justified: Bez przebaczenia (Justified)                               | Mike Reardon                                         | rola powracająca |
| 2011–2016 | Kung Fu Panda: Legends of Awesomeness                                 | mistrz Junjie (głos)                                 | 5 odc.           |
| 2011–2017 | Pora na przygodę! (Adventure Time)                                    | The Royal Tart Toter, Grimby, Martin (głosy)         | rola powracająca |
| 2012–2013 | Zakazane imperium (Boardwalk Empire)                                  | Gaston Means                                         | rola powracająca |
| 2012–2014 | Jeźdźcy smoków (Dragons: Riders of Berk)                              | Mildew (głos)                                        | 17 odc.          |
| 2012–2016 | Wodogrzmoty Małe (Gravity Falls)                                      | Bud Gleeful i inne głosy                             | 7 odc.           |
| 2014–2015 | Szpiedzy Waszyngtona (Turn: Washington’s Spies)                       | Nathaniel Sackett                                    | 4 odc.           |
| 2014–2015 | Brooklyn 9-9 (Brooklyn Nine-Nine)                                     | Lynn Boyle                                           | 4 odc.           |
| 2014–2015 | Fineasz i Ferb (Phineas and Ferb)                                     | Floyd (głos)                                         | 2 odc.           |
| 2014–2017 | Idiotsitter                                                           | Kent Russell                                         | w gł. obsadzie   |
| 2016–2019 | Człowiek z Wysokiego Zamku                                            | Hawthorne Abendsen                                   | rola powracająca |
| 2018      | Dallas & Robo                                                         | wujek Danny (głos)                                   | 8 odc.           |
| 2018–2023 | Barry                                                                 | Monroe Fuches                                        | w gł. obsadzie   |
| 2019–2022 | Płazowyż (Amphibia)                                                   | Frodrick Toadstool (głos)                            | 22 odc.          |
| 2020      | Perry Mason                                                           | Maynard Barnes                                       | 7 odc.           |
| 2021      | Władcy wszechświata: Objawienie (Masters of the Universe: Revelation) | Cringer / Battle Cat (głos)                          | 8 odc.           |
| 2021–2022 | Blade Runner: Black Lotus                                             | Earl Grant (głos)                                    | 11 odc.          |
| 2022      | Legenda Vox Machiny (The Legend of Vox Machina)                       | profesor Anders (głos)                               | 4 odc.           |